# Digressió
Una digressió (del llatí digressĭo, -ōnis, 'apartar-se') és una figura literària que consisteix en un canvi temporal del tema en el curs d'un relat, i més generalment d'un discurs, per evocar una acció paral·lela o per fer intervenir al narrador o l'autor (l'epífrasi dels romans, o la paràbasi del gènere teatral) l'efecte del qual és trencar el fil del discurs amb un canvi de tema intencionat. Considerada un adorn inútil per la retòrica antiga, la digressió és, no obstant això, una tècnica narrativa provada que permet dilatar el relat, pausar, divertir, ironitzar o, simplement, inserir un comentari de l'autor.
Ciceró fou un mestre de la digressió, particularment per la seva habilitat per canviar d'una pregunta o qüestió específica (la hipòtesi) cap a una qüestió més general de la qual depenia (la tesi). La digressió va formar part substancial dels treballs satírics del segle xviii, com a A Tale of a Tub de Jonathan Swift o a Vida i opinions de Tristram Shandy de Laurence Sterne. També Benito Pérez Galdós la va usar molt en les seves obres durant el segle xix. En el segle XX s'ha associat amb la ficció postmoderna, que ha usat la digressió per distanciar al lector de la ficció i per crear una sensació de joc.
Etimològicament, el terme digressió prové del mot llatí digressionem (nominatiu digressio): 'una marxa, partida', nom d'acció d'una arrel en participi passat de digredi, 'desviar', de dis-, 'a part', 'al costat' + gradi 'caminar, anar'.